# Косолапов, Александр Александрович
Александр Александрович Косолапов (укр. Олександр Олександрович Косолапов; род. 15 октября 1954, Харьковская область, УССР — 6 октября 2005, Харьков, Украина) — советский футболист, защитник. Футбольный судья, функционер. Мастер спорта СССР

## Биография
Мать — Клавдия Михайловна, отец — Александр Трофимович. Вначале Косолаповы жили в деревне Великобурлукского района Харьковской области. В возрасте 10 лет Александр Косолапов с семьёй переехал в посёлок Эсхар Чугуевского района, где стал заниматься футболом в Чугуевской ДЮСШ у тренера Валерия Кирилловича Горовенко. Затем обучался в футбольной школе харьковского «Металлиста».
Бо́льшую часть карьеры провёл в «Металлисте» (1974—1975, 1976—1978, 1980—1983). Играл за команду во второй лиге (1974, 1975—1978) — 143 матча, 6 голов, первой (1975, 1980—1981) — 59 игр и высшей (1982—1983) лигах — 47 матчей, один гол. Во второй лиге также играл за «Салют» Белгород (1975), СКА Киев (1979—1980), «Маяк» Харьков (1984), «Колос» Павлоград (1985).
Единственный гол Косолапова в полуфинале Кубка СССР 1983 против ЦСКА вывел «Металлург» в финал, где клуб в его отсутствие уступил «Шахтёру» 0:1.
После завершения карьеры футболиста с 1986 года стал работать судьёй. В СССР обслуживал матчи низшего уровня, в чемпионате Украины в качестве главного арбитра провёл 16 матчей в 1992—1995 годах. Завершил судейскую карьеру в 1999 году.
Окончил педагогический институт, с 1988 года работал в Харьковской областной федерации футбола. Работал инспектором матчей, делегатом, вице-президентом федерации.
Скончался от тяжёлой болезни 6 октября 2005 года.